# Allah Vajeh Sar
Allah Vajeh Sar (em persa: لله وجه سر, também romanizada como Laleh Vajeh Sar e Laleh Vajh Sar; também conhecida como Lāleh Bacheh Sar) é uma aldeia do distrito rural de Dehgah, situada no distrito de Kiashahr, na província de Gilan, no Irã. Segundo o censo de 2006, sua população era de 528, em 163 famílias.